# Club Voleibol J.A.V. Olímpico
El Club Voleibol J.A.V. Olímpico (por Jóvenes Aficionados al Voleibol) de Las Palmas de Gran Canaria, España. Fue fundado en 1976 y centra su actividad en el fomento del voleibol en instalaciones y centros educativos de Las Palmas.

## Historia
El equipo surge en agosto de 1976 cuando jugadores del equipo Drago como Manuel Palacio, Javier Navarro, o Juan Ramón Dávila y jugadoras del laureado equipo escolar 29 de Abril como Flora Estévez o Loli Curbelo, se reúnen con Manolo Navarro Nieto, verdadero motor de ambos equipos, para crear un Club de Voleibol sólido que integrase las categorías masculina y femenina y con trabajo de cantera.
El nombre elegido para denominar al club fue el de Club Voleibol JAV Olímpico, donde las siglas JAV hacen referencia al lema Jóvenes Aficionados al Voleibol, pues la filosofía del Club sería la de fomentar la práctica del voleibol, mientras que el nombre de Olímpico venía por otro equipo formado por Manolo Navarro Nieto el verano de 1972, que sólo compitió una temporada y que tomó el nombre de los Juegos Olímpicos de Múnich de aquel año.
El 15 de noviembre de 1976 el Club Voleibol JAV Olímpico quedaba constituido legalmente como tal al presentar sus Estatutos, quedando integrada su directiva por los siguientes miembros:
- Presidente: Manuel Navarro Nieto.
- Vicepresidente: Juan Ramón Dávila Hernández.
- Secretario: Francisco Javier Navarro Nieto.
- Tesorero: Manuel Palacio Vera.
- Vocales: Dolores Curbelo Pérez, Flora Mª Estévez Lorenzo y Juan Jesús Sánchez de Hoyo.

El equipo sénior femenino consiguió el ascenso a la Superliga Femenina en la temporada 2003-2004 compitiendo bajo la denominación Ciudad de Las Palmas de Gran Canaria, en la temporada 2005-06 pasó a denominarse Maspalomas Costa Canaria, en la 2006-2007 Mazotti, en la 2007-08 Grupo IBSA, en 2008-09 Caja de Canarias, en 2010-11 Ciudad de Las Palmas de Gran Canaria 2016, entre las temporadas 2009-10 y 2011-12 se llamó Playa de Las Canteras y desde 2016 hasta 2022 CV CCO 7 Palmas. En la temporada 2022-23 se denomina CV Hidramar Gran Canaria.
A pesar del descenso de la temporada 2007-2008 mantiene la categoría por la renuncia del ascendido equipo de Torrelavega. En la temporada 2009/2010 nuevamente elude el descenso y se mantiene en la Superliga gracias a los problemas económicos que hacen renunciar a varios equipos. En el verano de 2010 se fusionó con el histórico equipo campeón Club Voleibol Las Palmas, para sobrevivir a la acuciante crisis de ambas entidades.
El 18 de abril de 2021 se proclaman campeonas de la Superliga Iberdrola, ganando en el set de oro al Club Voleibol Alcobendas. Su segundo título liguero llegó en 2023, imponiéndose en el playoff final de la Superliga Iberdrola por 3 a 1 al Club Voleibol Haris.
La temporada 2023-24 se saldó con la triple corona ganando su tercera Liga, la primera Copa de la Reina y la segunda Supercopa de su historia.

## Organigrama deportivo

### Plantilla temporada 2024-25
| # | Nombre                            | F. Nacimiento           | Estatura | Origen  | Co | Re | Ce | Op | Li |
| --- | --------------------------------- | ----------------------- | -------- | ------- | -- | -- | -- | -- | -- |
| 1 | María Barrasa                     | 14 de marzo de 1995     | 1,81 m   | España  | x  |    |    |    |    |
| 4 | Alexia Peña Araya                 | 9 de octubre de 2007    | 1,74 m   | España  |    | x  |    |    |    |
| 6 | Lucrecia Castellano Engo          | 18 de junio de 2000     | 1,80 m   | España  |    |    | x  |    |    |
| 7 | Aura Suárez Llopis                | 20 de diciembre de 2007 | 1,87 m   | España  |    |    | x  |    |    |
| 8 | Saray Manzano                     | 29 de junio de 1996     | 1,73 m   | España  |    | x  |    |    |    |
| 9 | Andrea Arocha                     | 24 de mayo de 2003      | 1,63 m   | España  |    |    |    |    | x  |
| 11 | Julia Azevedo                     | 9 de mayo de 1997       | 1,80 m   | Brasil  |    |    |    | x  |    |
| 12 | María Alejandra Álvarez del Burgo | 1 de septiembre de 1995 | 1,78 m   | España  | x  |    |    |    |    |
| 13 | Helia González                    | 29 de agosto de 1985    | 1,79 m   | España  |    |    |    |    | x  |
| 14 | Lianma Flores                     | 23 de agosto de 1990    | 1,85 m   | Cuba    |    |    |    | x  |    |
| 16 | Anija Jurdža                      | 6 de diciembre de 1999  | 1,86 m   | Letonia |    | x  |    |    |    |
| 18 | Sulian Matienzo                   | 14 de diciembre de 1994 | 1,78 m   | Cuba    |    | x  |    |    |    |
| 19 | Laura Beatriz Suárez              | 13 de diciembre de 1998 | 1,85 m   | Cuba    |    |    | x  |    |    |
| 22 | Samira Sulser                     | 22 de diciembre de 1995 | 1,87 m   | Suiza   |    |    | x  |    |    |
| Entrenador: Francisco José Carballo 2.º Entrenador: Ricardo López Santiago Estadística: Tania Cobos Fandiño Fuente: RFEVB |                                   |                         |          |         |    |    |    |    |    |

## Palmarés

### Títulos oficiales
- Superliga Femenina de Voleibol (3): 2020-21, 2022-23, 2023-24
  - Subcampeona Superliga Femenina de Voleibol (1): 2021-22
- Copa de la Reina (1): 2024 
  - Subcampeona Copa de la Reina (2): 2021, 2023
- Supercopa de España (2): 2021, 2023
  - Subcampeona Supercopa de España (1): 2024
- Copa Ibérica (1): 2023[7]

Distinciones
- Premio Roque Nublo Deportivo (1): 2022[8]

## Filial
La entidad cuenta con un equipo compitiendo en la Liga Iberdrola así como un filial en la Superliga 2, entrenado por Nichel Gómez.
Palmarés
- Copa Princesa (2): 2021, 2022